# Epidendrum pachoi
Epidendrum pachoi là một loài thực vật có hoa trong họ Lan. Loài này được Hágsater & L.Sánchez mô tả khoa học đầu tiên năm 2001.